# نات بالدوين
نات بالدوين (بالإنجليزية: Nat Baldwin)‏ هو موسيقي أمريكي، ولد في 21 فبراير 1980 في بورتسموث في الولايات المتحدة.